# 奧夫雷貢手槍
奧夫雷貢手槍（Obregón）是由墨西哥槍械設計師亞歷杭德羅·奧夫雷貢（Alejandro Obregón）於1930年代中期研製的一種半自動手槍，為M1911手槍的仿製型。

## 設計／歷史
奧夫雷貢手槍保留了大部份M1911的設計，就連滑套的大小和全槍的重量都是與M1911相同的。唯一較不同的設計是其旋轉式槍管設計，這方面與奧匈帝國的斯泰爾M1912半自動手槍較為類似。另外較特別的是它的滑套釋放裝置與保險裝置是連接在一起的。
奧夫雷貢手槍在墨西哥本土的兵工廠生產了數百枝，但由於此槍不是受墨西哥政府委託而生產，又沒有任何商業成功，所以沒有作大量生產，亦沒有裝備墨西哥軍隊。

## 另見
- M1911手槍